# Shintaido
El shintaido es un arte de movimiento corporal que procede de una investigación sobre las artes marciales y artes visuales y danzas contemporáneas, elaborada por Hiroyuki Aoki en los años 1960, bajo la tutela de Shigeru Egami.

## Descripción
Como método de lucha, aunque tiene movimientos derivados del Karate o el Kendo, se encuadraría dentro de los llamados "estilos internos" como el TaiChi Chuan o el Aikido: sus instructores sostienen basarse en el Qì o energía interna y poder repeler el ataque de un oponente sin tocarlo, prever sus intenciones de movimiento e incluso detenerlos con su voluntad, energía interna o el grito (Kiai). Es un sistema que incluye muchos elementos de la espiritualidad oriental, como el Qì, y japonesa (Sintoísmo).